# Kõrtsialuse
Kõrtsialuse − wieś w Estonii, w prowincji Virumaa Wschodnia, w gminie Aseri.